# Manuel Tramulles

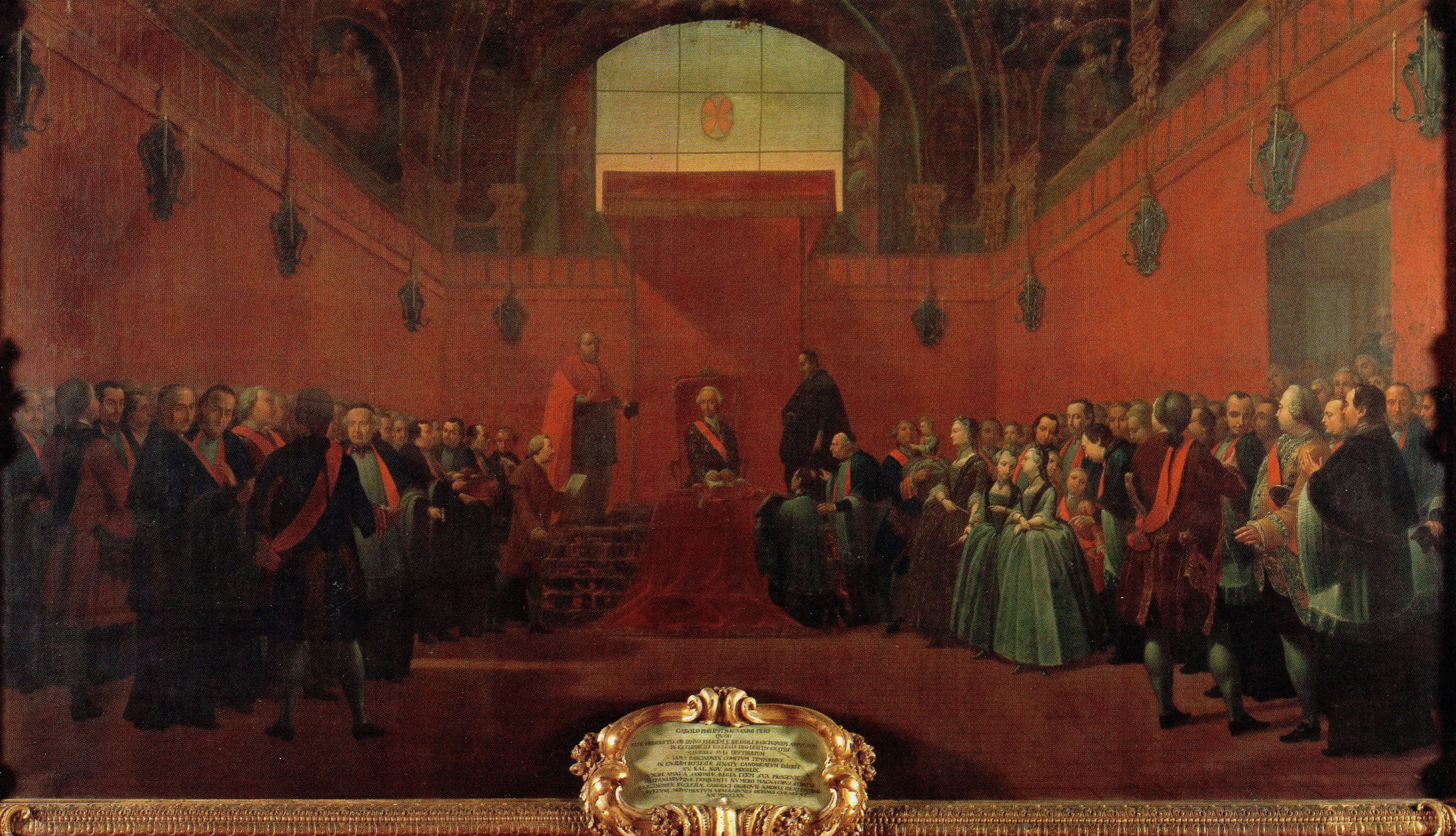
Carlos III toma posesión de la canonjía de Barcelona en 1759 (1768), óleo sobre lienzo, 63 x 119 cm, Barcelona, MNAC.

Manuel Tramulles i Roig (Barcelona, 15 de diciembre de 1715-2 de julio de 1791), reconocido pintor y grabador catalán del siglo XVIII. Su principal labor radica en haber sabido reflejar con maestría y simplicidad la acomodada vida de la sociedad burguesa. 

## Biografía
Poco se sabe de su vida, salvo que pertenecía a una notable dinastía de pintores, escultores y plateros catalanes, entre los que destaca su hermano Francesc Tramulles Roig. Asimismo es conocido por ser el maestro de Francesc Pla, también pintor de origen catalán.
Sirvió al rey Carlos III, para el cual pintó en 1768 el lienzo Carlos III toma posesión de la canonjía barcelonesa que le pertenecía como conde de Barcelona, propiedad de la Generalidad de Cataluña que lo tiene depositado en el MNAC.

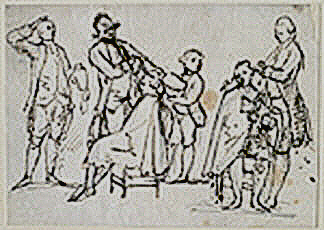
En casa del peluquero, h. 1770, dibujo a grafito, 20 × 28 cm, Museo Nacional de Arte de Cataluña, Barcelona.

## Obras
Otras obras de Manuel Tramulles que cabe destacar son la decoración de la capilla de San Narciso en la catedral de Gerona y un gran número de dibujos a lápiz de plomo o a grafito, realizados en el período comprendido entre 1760 y 1770. Se encuentran en el Museo Nacional de Arte de Cataluña. Estos son los títulos de algunos de ellos:
- El afilador
- Desfile procesional
- En la notaría
- En casa del peluquero
- El juego de cortesanas
- La velada
- La hora del chocolate
- Escena de alcoba
- Salida de misa
- Teatro en Cuaresma
- El charlatán
- San Francisco de Borja .(1776). Óleo guardado en el Museo Diocesano de Barcelona